# 袖志漁港

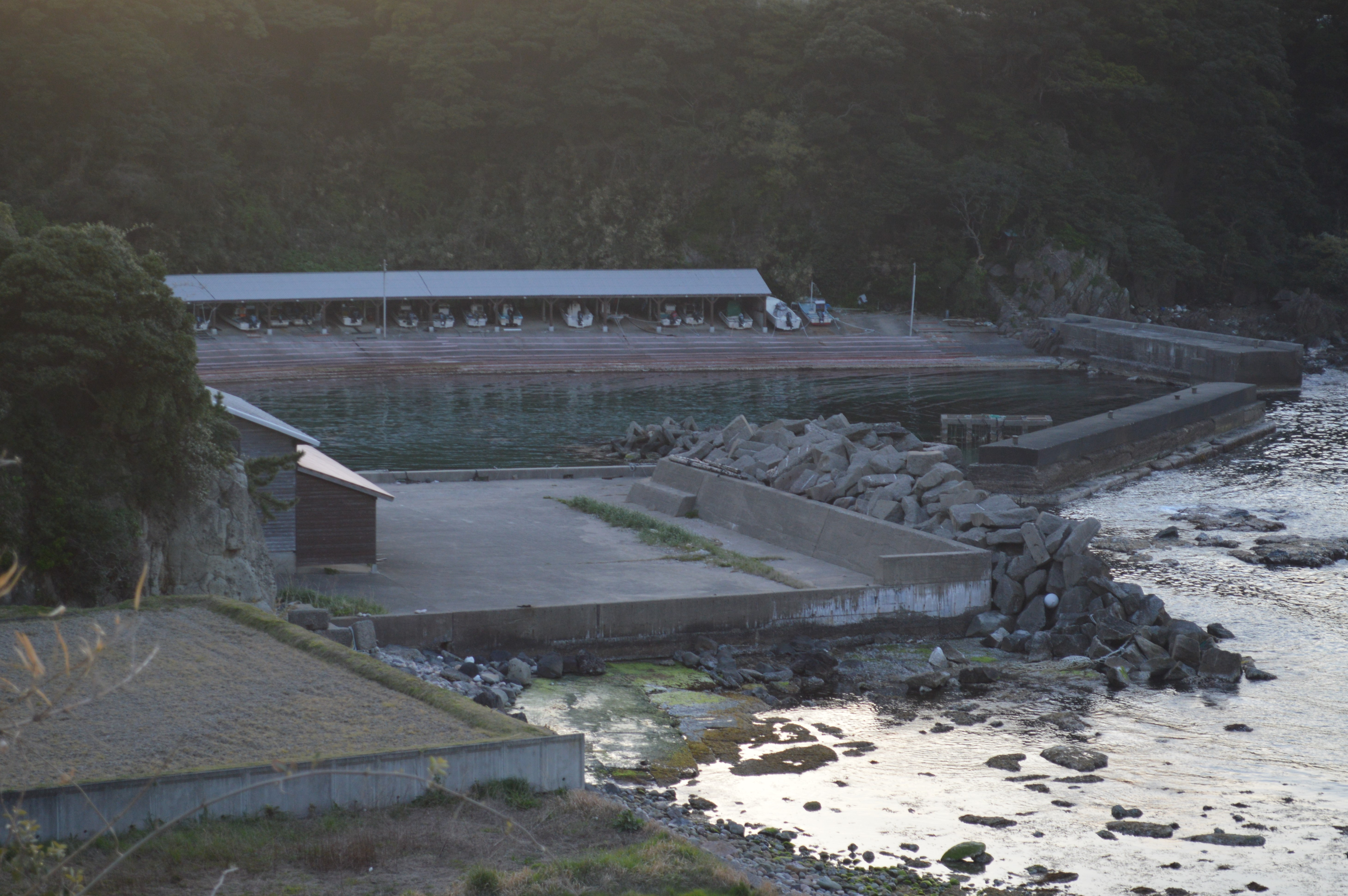
袖志漁港

袖志漁港（そでしぎょこう）は、京都府京丹後市丹後町袖志にある港。漁港漁場整備法（昭和25年5月2日法律第137号）第1章第5条に規定する第1種漁港である。日本海に面している。

## 概要
- 所在地 - 京都府京丹後市丹後町袖志
- 管理者 - 京丹後市
- 漁業協同組合 - 京都府漁業協同組合
- 漁港番号 - 3010200

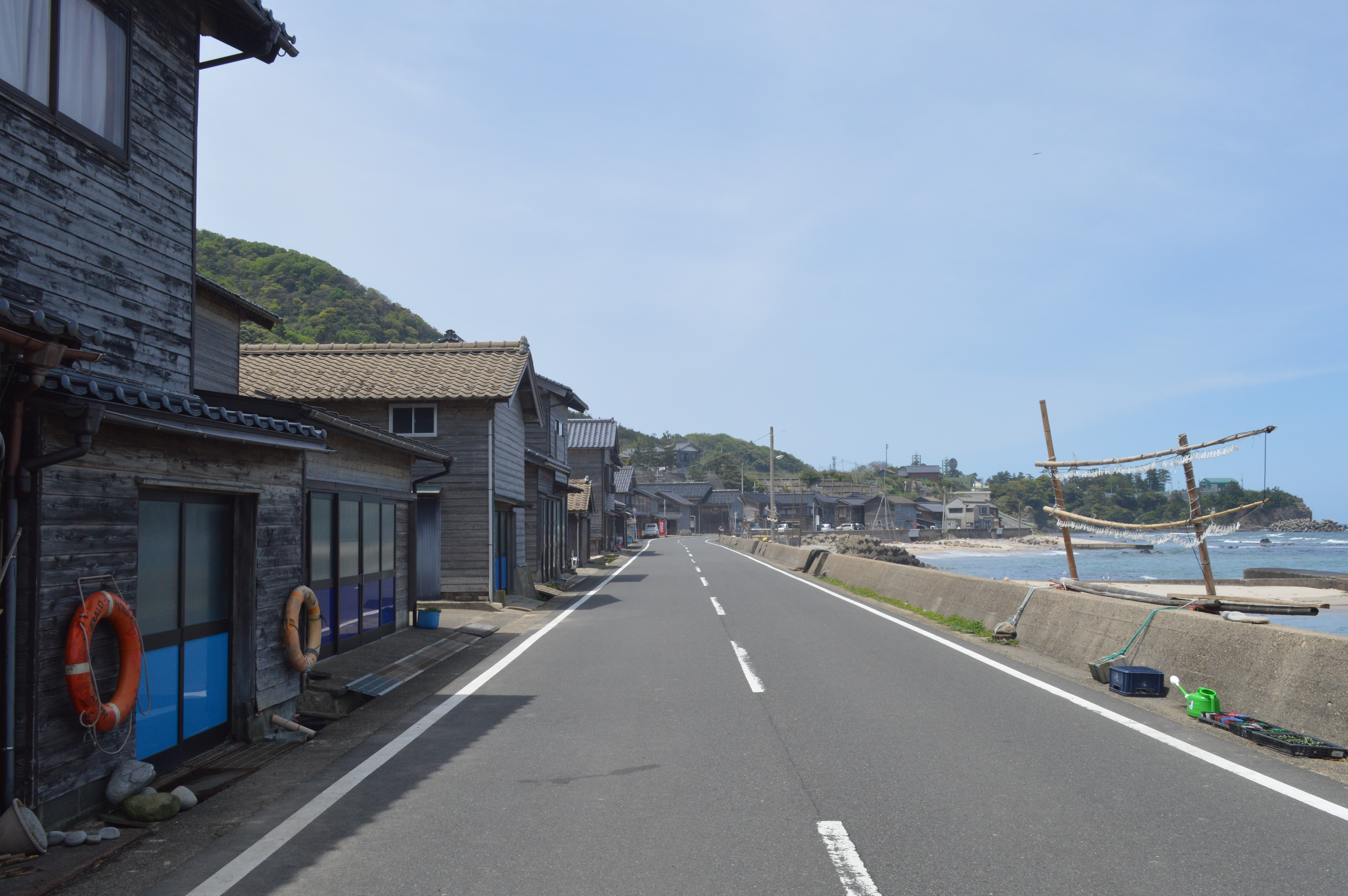
袖志の海岸

袖志地区では海藻や貝の採捕に行かない高齢者世帯以外の大半は漁業協同組合に加入している。

## 沿革
- 袖志は古くから浅海漁業地だった[2]。
- 1901年（明治34年） - 漁業法公布に伴い袖志漁業組合発足[2]
- 1905年（明治38年） - 積石船揚施設（1700m2）が完成[2]。
- 1952年（昭和18年） - 下宇川地域の漁業組合が一本化され下宇川漁業協同組合へ併合[2]。
- 1945年（昭和20年） - 積石防波堤（65m）が完成[2]。
- 1952年（昭和27年）2月29日 - 第1種漁港に指定[3]
- 1956年度（昭和31年度） - 東防波堤（40m）が完成[2]。
- 1957年度（昭和32年度） - 西防波堤が完成[2]。

## 施設規模
- 防波堤:68m
- 離岸堤:105m
- 護岸:129m
- 船揚場:95m
- 物揚場:17m
- 泊地:2,500m2
- 施設用地:8,000m2[2]

## 主な魚種
- サザエ[3]
- ワカメ[3]

商業利用として出荷もされているが、住民の大半が漁業権を持つ事情もあり、自家消費やおすそ分けとして利用されることも多い。

## 主な漁業
- 小型定置網業
- 採貝藻漁業